# Reiter Alm
Die Reiter Alm, auch Reiter Alpe, österreichisch auch Reither Steinberge, nach dem Ortsteil Reit der Gemeinde Unken genannt, ist ein bis 2286 m ü. NHN hohes Tafelgebirge der Berchtesgadener Alpen in den Bundesländern Bayern (Deutschland) und Salzburg (Österreich). Die Reiter Alm ist die westliche Begrenzung des Berchtesgadener Talkessels und erhebt sich östlich des Saalachtals bei Lofer und Unken.

## Geographische Lage
Die Reiter Alm umfasst ein etwa 100 km² großes Gebiet, das sich beiderseits der deutsch-österreichischen Grenze erstreckt. Der bayerische Teil liegt in den Gemeinden Ramsau und Schneizlreuth (Landkreis Berchtesgadener Land), der im Salzburger Land gelegene Teil gehört zur Gemeinde Unken (Pinzgau), zu der auch der namensgebende Ortsteil Reit gehört, sowie der Marktgemeinde Lofer und der Gemeinde Sankt Martin bei Lofer (südwestliche Ausläufer des Bergstockes). In Richtung Westen fällt das Gelände zur Saalach hin ab, die ein südwestlicher Zufluss der Salzach ist. Unmittelbar östlich unterhalb der Reiter Alm befinden sich der Hintersee und der Taubensee.
Benachbarte Berggruppen sind  Hochkalterstock im Osten, Lattengebirge im Nordosten, Chiemgauer Alpen im Nordwesten, die Loferer Steinberge im Südwesten, die Leoganger Steinberge im Süden und die Westausläufer des Steinernen Meeres im Südosten.

## Landschaft

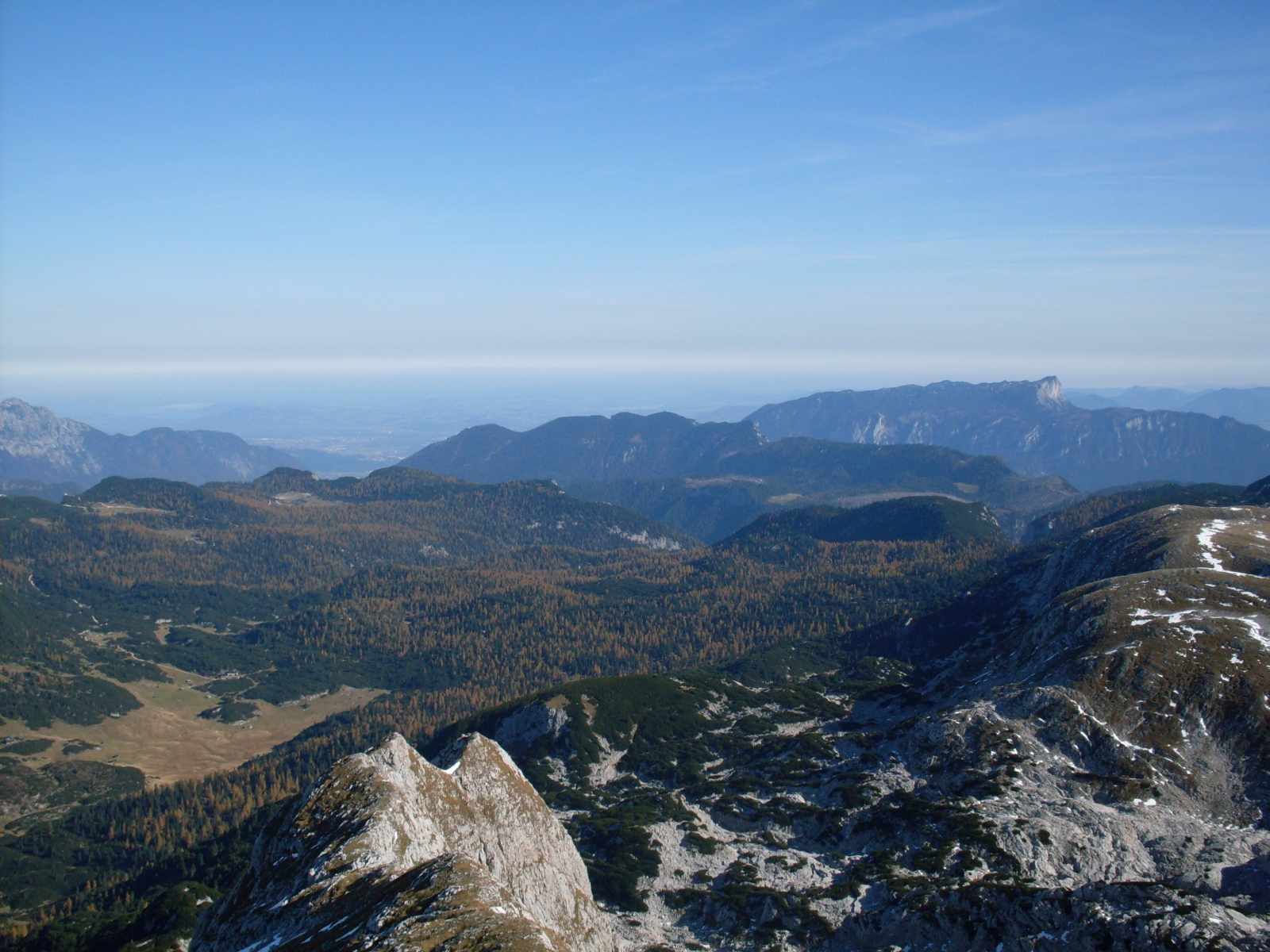
Blick vom Gr. Häuselhorn über das Hochplateau nach Norden

Die Reiter Alm stürzt an ihren Rändern überall steil ab. Ihre Hochfläche ist besonders im nördlichen Teil mit Almen und Weiden sowie alten Zirbenwäldern bedeckt. In der Mitte des Hochplateaus liegt das Reitertrett mit der einzigen Quelle, in deren Nähe wiederum die Alte und die Neue Traunsteiner Hütte zu finden sind. Der östliche Bereich der Reiter Alm, deren Gebiet größtenteils im Biosphärenreservat Berchtesgadener Land liegt, ist Teil des Nationalparks Berchtesgaden, dessen Fläche deckungsgleich mit dem Südteil des Biosphärenreservats ist.

### Almen
Die nachfolgende Tabelle gibt eine Übersicht über die einzelnen Almen im Gebiet der Reiter Alm sowie einige dazugehörige Informationen. Im Einzelnen sind dies:
- Name: Name der Alm
- Geoposition: Koordinaten der Alm, über den Link kann die Alm auf verschiedenen Kartendiensten angezeigt werden.
- Höhe: Bezugshöhe des Almgebiets. Angegeben wird ein Wert, der sich an einschlägigen Datenbanken orientiert. Zwei- bis dreistellige Höhenunterschiede innerhalb eines Almgebietes sind in den Alpen üblich.
- Land: Staatsgebiet, auf dem sich die Alm befindet.
- Gemeinde: Gemeindegebiet, auf dem sich die Alm befindet.
- Gebäude: Gibt an, welche Gebäude auf der Alm vorhanden sind.
- Anmerkungen: Weitere Informationen zur Alm oder zu den Gebäuden.

| Name                | Geoposition                      | Höhe | Land        | Gemeinde             | Gebäude                                                         | Anmerkungen                              |
| ------------------- | -------------------------------- | ---- | ----------- | -------------------- | --------------------------------------------------------------- | ---------------------------------------- |
| Alpaalm             | 47° 36′ 56,2″ N, 12° 46′ 23,5″ O | 1257 | Österreich  | Reit, Gemeinde Unken | mehrere Kaser                                                   |                                          |
| Bodenrainalm        | 47° 38′ 45,2″ N, 12° 48′ 36,6″ O | 1605 | Deutschland | Schneizlreuth        | mehrere Gebäude der Bundeswehr (Wartsteinhaus, Lenzenkaser 1–3) | Hubschrauberlandeplatz, Materialseilbahn |
| Eisbergalm          | 47° 37′ 29,5″ N, 12° 50′ 27,5″ O | 1610 | Deutschland | Ramsau               |                                                                 | aufgelassen, Almlichte zugewachsen       |
| Hirschwiesalm       | 47° 39′ 20,6″ N, 12° 49′ 17,9″ O | 1600 | Deutschland | Schneizlreuth        | mehrere Bauten der Bundeswehr                                   | Sprengplatz der Bundeswehr               |
| Obere Grünangeralm  | 47° 37′ 36,7″ N, 12° 49′ 22,1″ O | 1640 | Deutschland | Ramsau               |                                                                 | aufgelassen, Almlichte zugewachsen       |
| Obere Schwegelalm   | 47° 38′ 30,6″ N, 12° 49′ 28,5″ O | 1438 | Deutschland | Schneizlreuth        | eine Jagdhütte                                                  | aufgelassen, Almlichte zugewachsen       |
| Reitertrettalm      | 47° 37′ 41,8″ N, 12° 47′ 55,7″ O | 1560 | Deutschland | Schneizlreuth        | Neue Traunsteiner Hütte, eine Almkapelle, mehrere Kaser         | direkt an der Landesgrenze zu Österreich |
| Reiter Alm          | 47° 37′ 30,9″ N, 12° 47′ 37″ O   | 1540 | Österreich  | Reit, Gemeinde Unken | Alte Traunsteiner Hütte, mehrere Kaser                          | grenzt südlich an die Reitertrettalm an  |
| Untere Grünangeralm | 47° 37′ 52,7″ N, 12° 49′ 38,8″ O | 1635 | Deutschland | Ramsau               |                                                                 | aufgelassen, Almlichte zugewachsen       |
| Untere Schwegelalm  | 47° 38′ 13,5″ N, 12° 50′ 6,8″ O  | 1270 | Deutschland | Ramsau               |                                                                 | aufgelassen, Almlichte zugewachsen       |

## Geologie
Zusammen mit Lattengebirge, Müllnerhorn, Untersberg sowie Teilen des Watzmann (Grünstein und Schapbachriedel) bildet die Reiter Alm die Reiteralmdecke oder Berchtesgadener Einheit. Diese besteht im Wesentlichen aus Dachsteinkalk, der die auffälligen Felswände der Randabstürze und das Plateau bildet und einem Sockel aus Ramsaudolomit. Sie liegen auf der Basis der Werfener Schichten, die zugleich der Gleithorizont ist, mit dem die Reiteralmdecke auf die Jura-Neokom-Unterlage des Tirolischen Untergrunds geschoben wurde. Im Gebiet des Reitertrett sind Reste der Gosaukreide erhalten, die den Untergrund der grünen Almflächen bilden. Im Dolomitwerk Oberjettenberg wird Ramsaudolomit abgebaut.

## Flora und Fauna
Auf dem Plateau dominieren riesige Latschenfelder. Der dort früher vorhandene Wald fiel dem Holzbedarf der Reichenhaller Saline zum Opfer. 1829 wurde die Reiter Alm vom Salinenvertrag ausgenommen, weil nicht mehr genügend Wald vorhanden war. Im nördlichen Teil sind noch einige alte Zirbenbestände erhalten. Auf den Almwiesen des Reitertrett wachsen unter anderem Arnika, Akelei, Alpenrosen, Bergastern, Edelweiß, Enzian, Speik und Steinraute. Im nördlichen Teil befindet sich Deutschlands höchstgelegenes Hochmoor. Dort leben einige Birkhühner. Eine weitere seltene Art ist der Schneehase, häufig sind dagegen Rotwild und Gämsen.

## Alpinismus
Wichtige Gipfel im Bereich der Reiter Alm sind das Große Häuselhorn (2284 m), das Wagendrischelhorn (2251 m), das Stadelhorn (2286 m), das Schottmalhorn (2045 m), der Edelweißlahnerkopf (1953 m) oder der Ameisnockenkopf (1925 m) sowie die Hausberge der Traunsteiner Hütte, der Große Weitschartenkopf (1979 m) und der Große Bruder (1864 m). Auf all diese Gipfel führen markierte Steige.
Die Wände der südlichen Randgipfel zwischen Häuselhorn und den Grundübelhörnern bieten Kletterfahrten aller Schwierigkeitsgrade. Klassiker sind die Südkante des Großen Grundübelhorns (Feichtner, Langthaler 1913, V-), die Direkte Südkante auf das Große Mühlsturzhorn (Toni Kurz, Andreas Hinterstoisser, 1936, VIII- oder VI-, A1-A2) sowie die Gerade Südwand des Großen Häuselhorns (Kadner, 1920, V).
Im Bereich der Nordabstürze befinden sich einige der schwierigsten alpinen Sportklettereien Deutschlands. Die bekanntesten Kletterberge sind hier die Wartsteinwand, das Hintere Feuerhörndl und das Hirscheck – sowie neuerdings durch beliebte moderne Routen die Alpawand, das Übeleck und das Alphorn.
Nach Süden setzt sich unterhalb des Stadelhorns der Hirschbichlkamm, ein aus Ramsaudolomit bestehender Grat, ab.

Reiter Alm von Osten aus der Ramsau
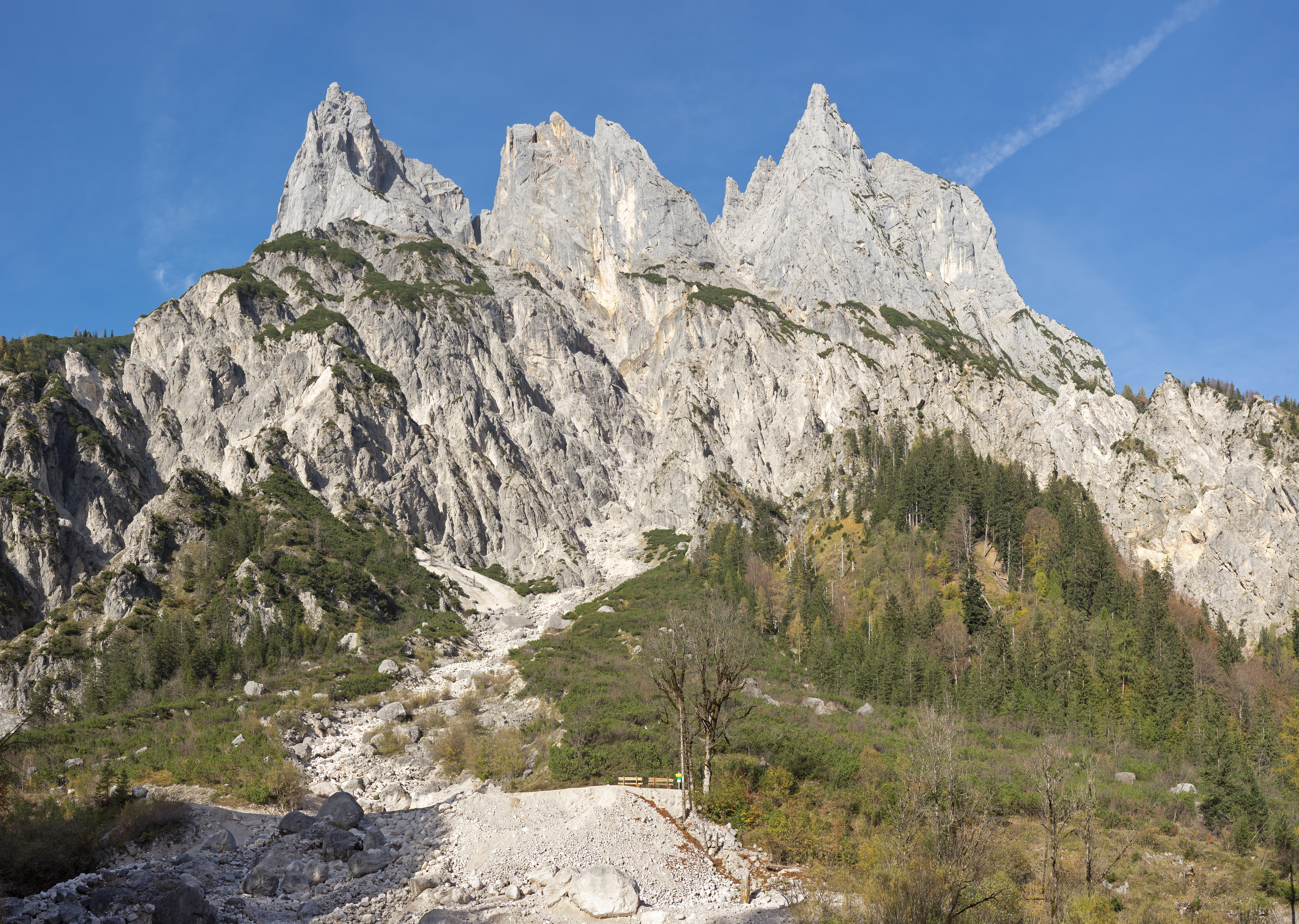
Die südöstlichen Randgipfel der Reiter Alm: Mühlsturz- und Grundübelhörner
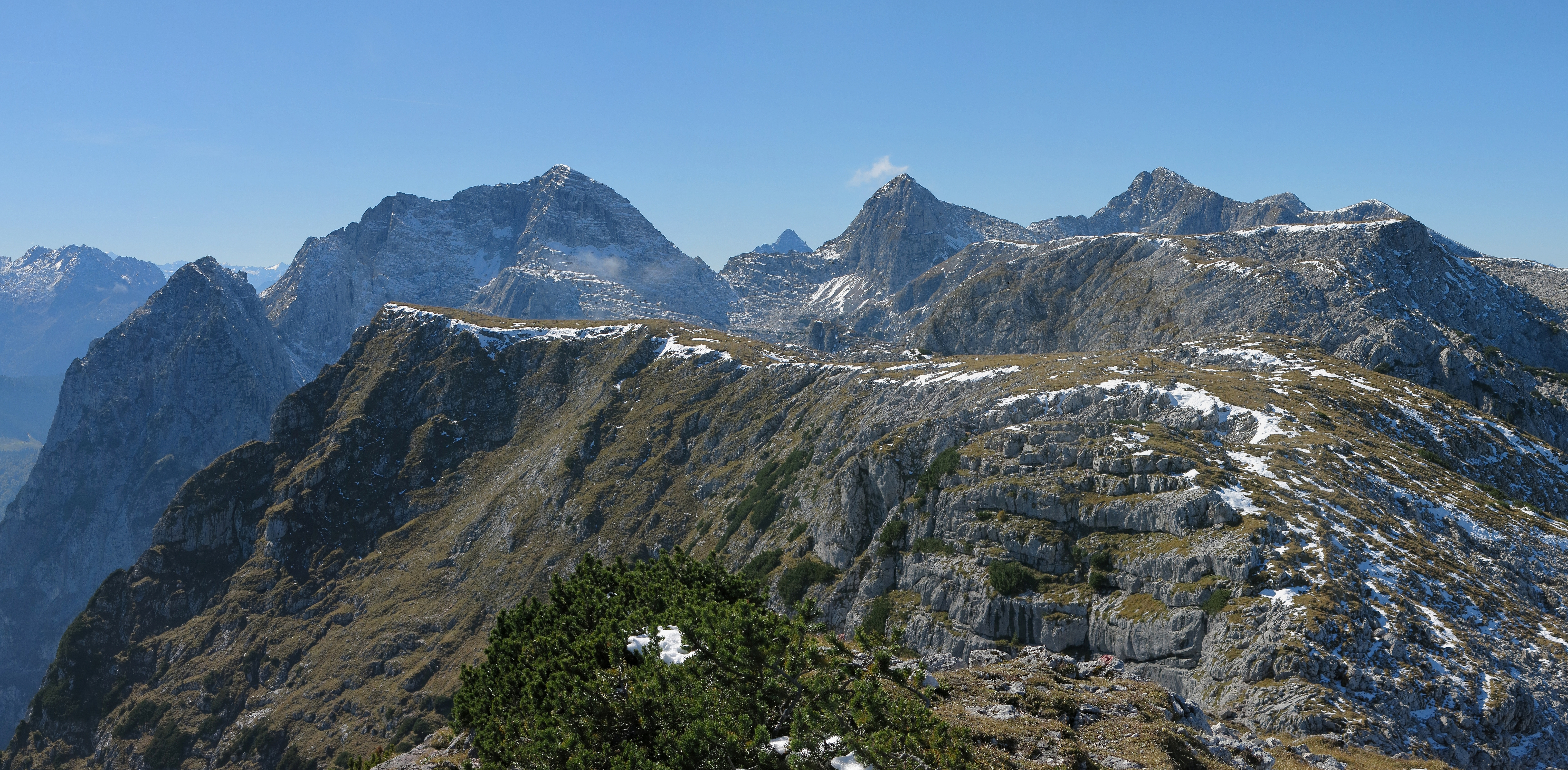
Stadelhorn, Wagendrischelhorn, Gr. Häuselhorn von Norden (Schottmalhorn)
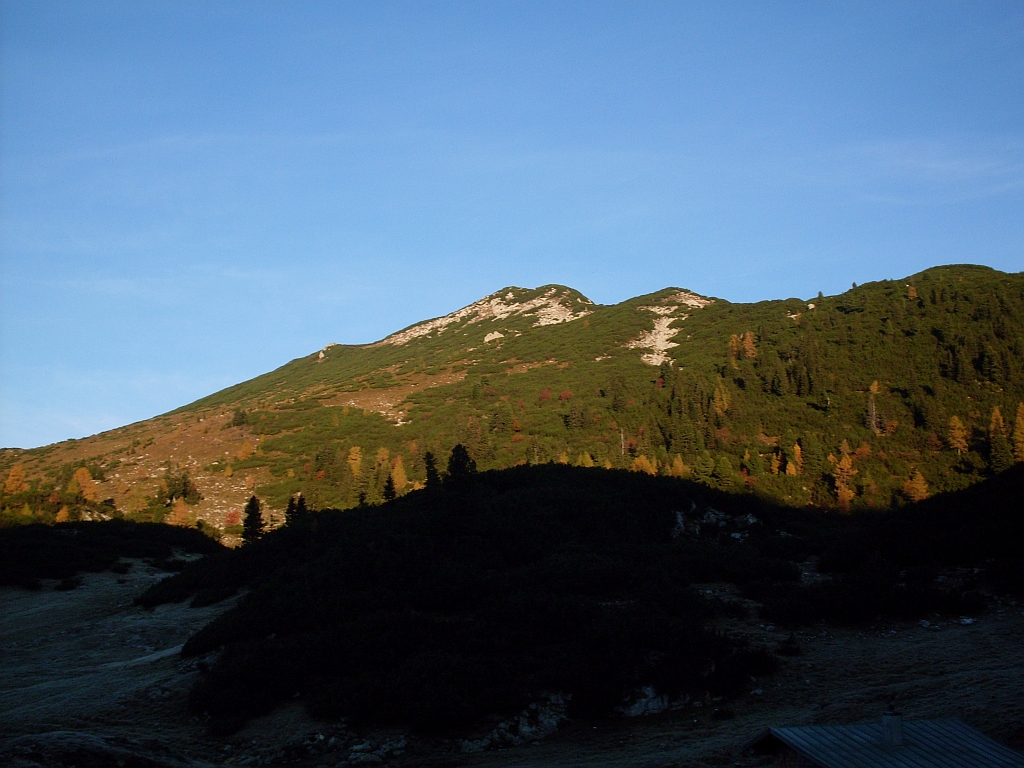
Weitschartenkopf von Osten
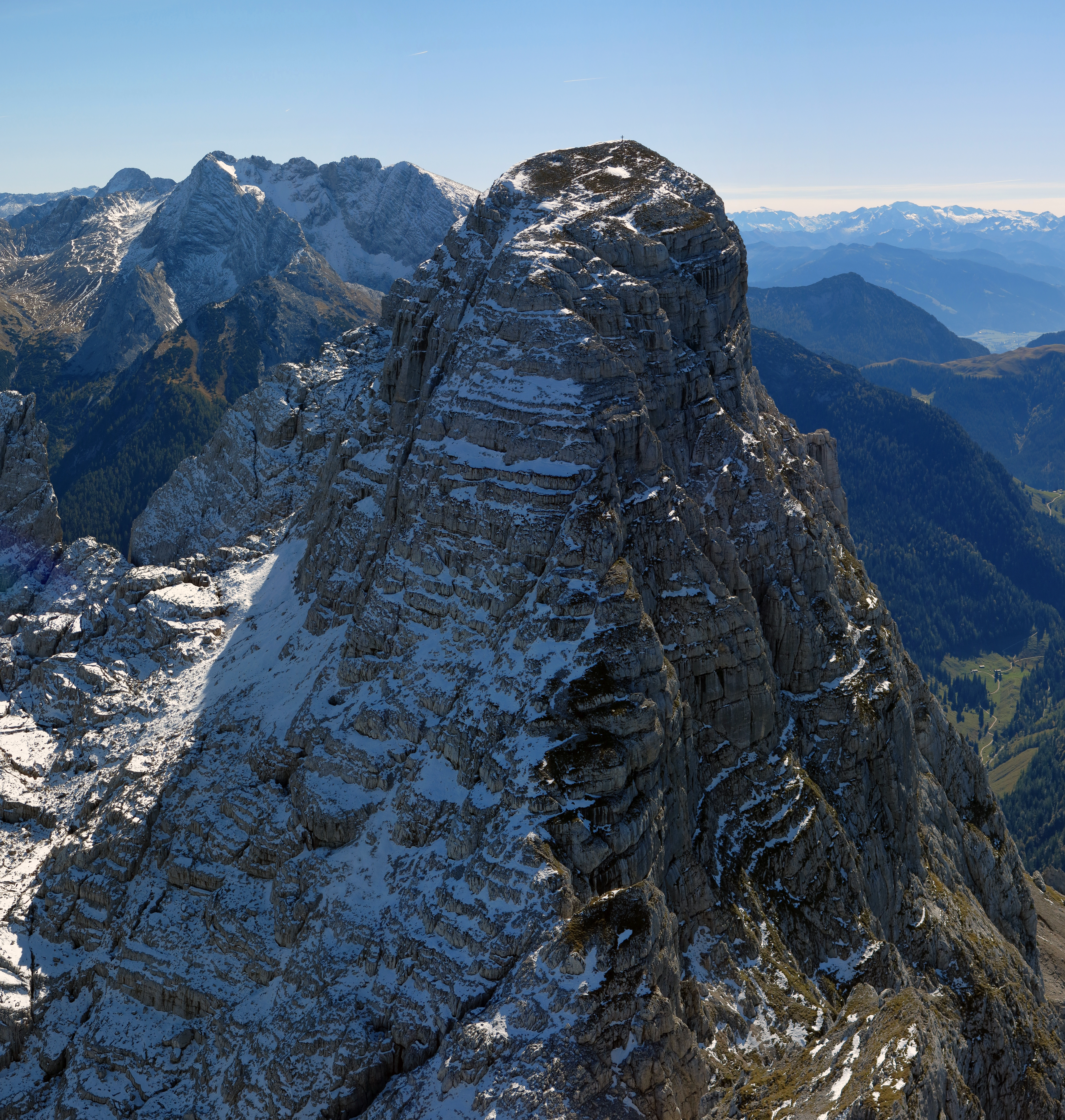
Stadelhorn vom Wagendrischelhorn
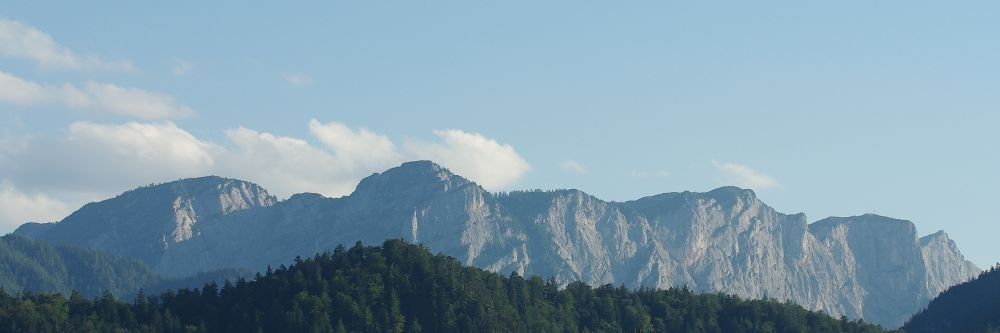
Ansicht von Nordosten aus dem Nonner Unterland
Panorama vom Wagendrischelhorn

### Wanderwege
Die leichtesten Anstiege führen über den Schrecksattel von Oberjettenberg an der Westseite, durch das Alpatal von Reit im Südwesten und über den Wachterlsteig von der Schwarzbachwacht an der Ostseite der Reiter Alm. Ebenfalls markiert, aber Trittsicherheit erfordern der Böselsteig von Hintersee (Ramsau) sowie der Steig über die Mayrbergscharte von Hintersee oder Reit.
Im Winter wird die Reiter Alm in der Regel über den Schrecksattelanstieg erreicht. Am 2. Januar 2006 kam es etwas abseits dieses Anstiegs in einer steilen Rinne zu einem Lawinenunglück mit drei Todesopfern. Skigipfel sind der große Weitschartenkopf, das Wagendrischelhorn und die östlichen Randgipfel des Plateaus. Bei sehr guten Bedingungen können auch die Häuselhörner erreicht werden.

## Militärische Nutzung
Die nördliche Hälfte des deutschen Gebiets ist ein Übungsplatz der Gebirgsjäger, der „Kleine Gebirgsübungsplatz Reiteralpe“ oder auch als „Hochgebirgs-Übungsplatz“ bezeichnet. Dort befindet sich auch der Bergerprobungs- und -sprengplatz der Wehrtechnischen Dienststelle für Schutz- und Sondertechnik (WTD 52). Dorthin betreibt die Bundeswehr von Oberjettenberg aus die Seilbahn der WTD 52. Der Wanderweg über den Schrecksattel führt quer durch den Übungsplatz hindurch. Außerhalb der Übungszeiten, welche durch Fahnen an markanten Zugangsstellen signalisiert werden, kann der militärische Bereich auf eigene Gefahr betreten werden, die Wege dürfen nicht verlassen werden. Die Sperrungen betreffen aber nicht den Weg vom Schrecksattel zur Neuen Traunsteiner Hütte.
Auf dem Gelände der Bundeswehr gibt es unter anderem drei unterschiedlich große Unterkünfte, die als Lenzenkaser I–III bezeichnet werden.